# Inégalité stricte
En mathématiques, une inégalité stricte est une relation entre deux éléments comparables qui exclut le cas d'égalité, au contraire d'une inégalité large. Plus généralement, l'adjectif « strict » et l'adverbe « strictement » sont utilisés pour renforcer une propriété par l'exclusion de cas particulier où peut se produire une égalité entre des termes.

## Glossaire
- Un nombre réel est dit strictement positif s'il est positif et non nul. Il est dit strictement négatif s'il est négatif et non nul.
- Une inclusion entre ensembles est dite stricte si ces deux ensembles sont distincts.
- Une fonction réelle d'une variable réelle est dite strictement monotone si elle est monotone et injective. La croissance stricte et la décroissance stricte se définissent de façon analogue.
- Une relation d'ordre strict est une relation binaire antiréflexive, antisymétrique et transitive.

## Différence d'approche
En mathématiques françaises, une inégalité est large sauf précision contraire, alors qu'elle est stricte sauf précision contraire en mathématiques anglo-saxonnes, d'où les correspondances litigieuses entre (en) positive et (fr) « strictement positif » (« positif » se traduisant par non-negative). De même, an increasing function est une fonction strictement croissante, tandis que la croissance (au sens large) est traduite par non-decreasing, ce qui est plus fort que le sens français de « non décroissant ».